# Истинка (Ленинградская область)
И́стинка (фин. Iistinä) — деревня в Гатчинском муниципальном округе Ленинградской области.

## История
На карте Ингерманландии А. И. Бергенгейма, составленной по материалам 1676 года, упоминается как деревня Istina.
На шведской «Генеральной карте провинции Ингерманландии» 1704 года — как Isdina.
Как деревня Истина обозначена на «Географическом чертеже Ижорской земли» Адриана Шонбека 1705 года.
По ревизским сказкам 1795 года деревня была вотчиной Ганнибалов и принадлежала Исааку Абрамовичу Ганнибалу (1747—1808).
По IV-й ревизии 1782 года в ней было 45 душ мужского и 50 душ женского пола. По V-й ревизии 1795 года — 46 душ мужского и 52 души женского пола.
На «Топографической карте окрестностей Санкт-Петербурга» Военно-топографического депо Главного штаба 1817 года она обозначена как две смежные деревни Истинна, Малая из 7 и Большая из 11 дворов.
Деревни, Малая Истинна из 6 и Большая Истинна из 12 дворов, упоминаются на «Топографической карте окрестностей Санкт-Петербурга» Ф. Ф. Шуберта 1831 года.

ИСТИНКИ — деревня мызы Малотаицкой, принадлежит Квашнину-Самарину, титулярному советнику, число жителей по ревизии: 50 м. п., 60 ж. п. (1838 год)

Согласно карте Ф. Ф. Шуберта в 1844 году деревня называлась Истинна.
На этнографической карте Санкт-Петербургской губернии П. И. Кёппена 1849 года обозначена деревня «Istinä», расположенная в ареале расселения савакотов. В пояснительном тексте к этнографической карте она записана как деревня Istinä (Истинки) и указано количество её жителей на 1848 год: савакотов — 40 м. п., 35 ж. п., всего 75 человек.

ИСТИНКА — деревня действительной статской советницы графини Зубовой, по почтовому тракту, число дворов — 15, число душ — 36 м. п. (1856 год)

Согласно «Топографической карте частей Санкт-Петербургской и Выборгской губерний» в 1860 году деревня состояла из двух частей: Большая Истинка из 12 дворов и Малая Истинка из 4.

БОЛЬШАЯ ИСТИНКА — деревня владельческая при колодце, число дворов — 12, число жителей: 34 м. п., 34 ж. п.
 
МАЛАЯ ИСТИНКА — деревня владельческая при колодце, число дворов — 2, число жителей: 7 м. п., 9 ж. п. 
(1862 год)

В 1879 году деревня Большая Истинна насчитывала 12 дворов, Малая Истинна — 4.

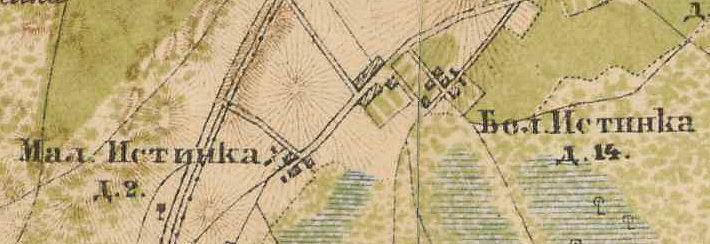
План деревень Большая и Малая Истинка. 1885 год

В 1885 году деревня Большая Истинка насчитывала 14 дворов, а Малая Истинка — 2 двора.
В конце XIX — начале XX века деревня административно относилась к Староскворицкой волости 3-го стана Царскосельского уезда Санкт-Петербургской губернии. Население деревни было однородным — финским.
В 1910 году в деревне открылась школа. Учителем в ней работал М. Скиннари.
К 1913 году количество дворов в Большой Истинке увеличилось до 24, а в Малой до 6 дворов.
С 1917 по 1923 год деревни входили в состав Елизаветинского сельсовета Старо-Скворицкой волости Детскосельского уезда.
С 1924 года в составе Пудостьского сельсовета.
Согласно данным переписи населения СССР 1926 года в деревне Большая Истинка Пудостьского сельсовета Староскворицкой волости Троцкого уезда проживали 146 человек, финны и русские; Малая Истинка — 35, все финны.
В 1928 году население деревни Большая Истинка составляло 181 человек.

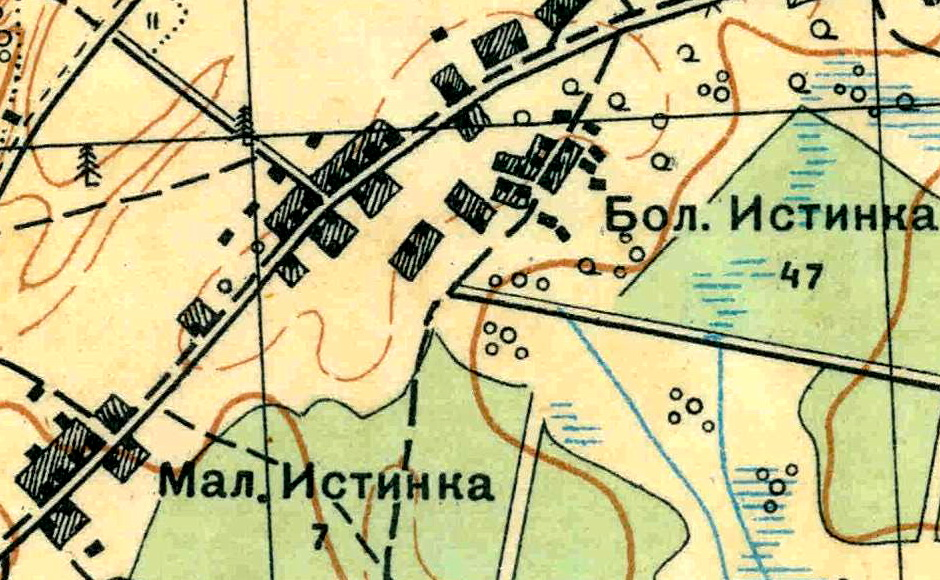
План деревень Большая и Малая Истинка. 1931 год

Согласно топографической карте 1931 года деревня Большая Истинка насчитывала 47 дворов, Малая Истинка — 7.
По данным 1933 года деревни Большая Истинка и Малая Истинка входили в состав Таицкого сельсовета Красногвардейского района.
Деревня была освобождена от немецко-фашистских оккупантов 22 января 1944 года.
1 января 1950 года деревни Большая Истинка и Малая Истинка были объединены в одну деревню Истинка.
В 1958 году население деревни Истинка составляло 81 человек.
По данным 1966 и 1973 годов деревня Истинка входила в состав Большетаицкого сельсовета.
По данным 1990 года деревня Истинка входила в состав Пудостьского сельсовета Гатчинского района.
23 июня 1993 года решением Малого Совета Леноблсовета № 170 деревня Истинка была передана из Пудостьского сельсовета в подчинение Таицкому поссовету.
В 1997 году в деревне проживал 61 человек, в 2002 году — 70 человек (русские — 84%), в 2007 году — 62.

## География
Деревня расположена в северной части района к северу от автодороги 41К-011 (Стрельна — Гатчина).
Расстояние до административного центра поселения, посёлка городского типа Тайцы — 2,5 км.
Деревня находится в 4 км к юго-западу от железнодорожной станции Тайцы.

## Демография
| 1838 | 1848 | 1862 | 1928 | 1958 | 1997 | 2002 |
| ---- | ---- | ---- | ---- | ---- | ---- | ---- |
| 110  | ↘75  | ↗84  | ↗181 | ↘81  | ↘61  | ↗70  |
| 2007 | 2010 | 2017 |      |      |      |      |
| ↘62  | ↗72  | ↗120 |      |      |      |      |

### Национальный состав
Согласно данным Всероссийской переписи населения 2021 года в деревне проживал 321 человек, из них:
 русские — 293, узбеки — 17, ингерманландцы — 6, армяне — 3, евреи — 2.

## Транспорт
От Гатчины и Тайцев до Истинки можно доехать на автобусе № 537.

## Достопримечательности
- Девятиметровая бетонная копия пирамиды Хеопса[34].

## Улицы
Аграрная, Берёзовая, Кедровый переулок, Кленовая, Лесная аллея, Лесная, Мирная, Ореховая Горка, Сенная, Сосновая, Урожайная.